# Czetowice
Czetowice (niem. Zettitz) – wieś w Polsce położona w województwie lubuskim, w powiecie krośnieńskim, w gminie Krosno Odrzańskie.
W 1519 roku wieś była wzmiankowana jako Zettitz, ale jak twierdził krośnieński kronikarz Joachim Möller już w 1421 roku w Czetowicach mieszkali przedstawiciele rodziny von Grünberg, którzy byli odnotowani jeszcze w szesnasto-siedemnastowiecznych dokumentach. Linia czetowicka tego rodu wygasła w 1683 roku. W późniejszych czasach, w zapiskach odnoszących się do właścicieli dóbr, pojawia się rodzina von Gloger, a przed 1800 rokiem baronowie von Kottwitz.
W latach 1975–1998 miejscowość administracyjnie należała do województwa zielonogórskiego.

## Zabytki
Do wojewódzkiego rejestru zabytków wpisane są:
- kościół parafialny pod wezwaniem Matki Bożej Bolesnej, renesansowy z XVI wieku, następnie modernizowany m.in. w XVIII i XIX stuleciu, kiedy pracom przy świątyni patronowała rodzina von Gloger[6]. Jest to kamienno–ceglana, salowa budowla renesansowa, założona na planie prostokąta i zamknięta trójbocznie od wschodu. Wieża z roku 1654 o zarysie kolistym wznosi się po stronie zachodniej. Zakrystia z 1859 roku, jako dobudówka znajduje się przy ścianie wschodniej. Korpus nawowy wraz z częścią prezbiterialną posiada dach wielospadowy natomiast wieża kopulasty hełm z latarnią[6]. Kształt ostrołukowy mają otwory drzwiowe i okienne. Sklepieniem kolebkowo krzyżowym zostało przykryte wnętrze korpusu nawowego, a zakrystia i kruchta pod wieżą płaskimi strupami drewnianymi. Zachowało się w świątyni interesujące wyposażenie w postaci renesansowego ołtarza kamiennego w formie tryptyku oraz młodsza ambona drewniana i organy z 1862 roku, a także płyty epitafijne od drugiej połowy XVI do XVIII wieku, poświęcone członkom rodzin szlacheckich, jak np. von Gloger i von Grünberg[6].
- dom, z połowy XIX wieku
- stodoła, z początku XIX wieku.